# Ендосимбиотска теорија
Ендосимбиотска хипотеза (симбиотска теорија) говори о томе да пластиди и митохондрије еукариотски ћелија воде порекло од слободноживећих прокариота.

## Радови који су претходили постављању теорије
Теорију је први пут поставио немачки ботаничар Андреас Шимпер (Andreas Schimper) 1883. на основу сличности између цијанобактерија и хлоропласта васкуларних биљака. После тога теорија пада у заборав да би почетком 20. века било констатовано ендосимбиотско порекло прво хлоропласта (Константин Мерешковски (Konstantin Mereschkowsky), 1905), а затим и митохондрија (Иван Валин (Ivan Wallin), 1920).
Целовитости ендосимбиотске теорије претходили су научни радови и сазнања одређеног броја научника од чега треба свакако издвојити:
- откриће да се рибозом и налазе у митохондријама; први пут констатовани у ембрионалним ћелијама са убрзаним деобама (Rendy, 1959), а касније и у другим ћелијама (Wafson и Aldridge, 1964; Nadre и Marinozi, 1965);
- тумачења да је цитоплазма унутарћелијских симбионата увек од цитоплазме ћелије домаћина одвојена мембраном, па је тако симбионтска бактерија обавијена двоструком мембраном: унутрашња је бактеријска, док је спољашња ћелије домаћина (Rudzinska и Tager, 1961; Ludwik, 1963; Rudzinska и остали, 1964);
- радове који су показали да се ДНК једра и ДНК митохондрија разликују по много особина (Luck и Reich, 1964; Rabinowitz и остали, 1965; Suyama и Preer, 1965);
- податке да је митохондријална ДНК прстенаста и свака митоходрија има 5-6 таквих прстенастих (кружних) молекула ДНК (Nass, 1966);
- прстенаста ДНК у митохондријама може да буде и нешто измењена (Nass, 1966; Rittenberg и остали, 1968);
- спознаја да је спољашња мембрана митохондрија сличнија мембранама митоходрија него што је то унутрашња (Huet и остали, 1968).

## Лин Маргулис
Лин Маргулис је 1981, у својој књизи Симбиоза у ћелијској еволуцији у целини изложила ову теорију. Према њеном мишљењу одређене сићушне слободноживеће прокариоте, као преци митохондрија, ушле су у неку крупну прокариотску ћелију која је претрпела одређене еволуционе промене и тиме постала предак савремене еукариотске ћелије. Преци митохондрија су ушли у ћелију пре него што су то урадили преци хлоропласта. Лин Маргулис ове тврдње заснива на чињеници да све савремене еукариоте које имају хлоропласте имају и митохондрије, а обрнуто није обавезно тако (код хетеротрофа). Осим тога, митохондрије, пошто су имале дужу еволуциону историју, имају мање сличности са савременим прокариотама (бактеријама) него што имају хлоропласти.

## Чињенице у корист симбиотске теорије
У прилог овој теорији говори доста чињеница:
- пластиди и митохондрије су скоро исте величине као и прокариоте;
- пластиди и митохондрије имају прстенасту ДНК, као и прокариоте;
- рибозоми пластида и митохондрија су скоро исте величине као прокариотски па чак хлоропластни могу са њима и да успешно хибридизују тако да хибридни рибозоми могу да синтетишу протеине у вештачким (in vitro) условима; рибозоми из цитоплазме еукариотске ћелије не могу да хибридизују са рибозомима сопствених хлоропласта или митохондрија;
- прва амино киселина у синтези полипептидних ланаца у пластидима и митохондријама је формилметионин исто као и код прокариота;
- када се еукариотској ћелији одстране митохондрије или пластиди, она их не успева да надокнади;
- данас постоје прокариоте које живе унутар крупнијих еукариотских ћелија каква је нпр. Mixotricha paradoxa, протозоа која је у симбиози са бактеријама;

## Чињенице против симбиотске теорије
Чињенице које износе противници ове теорије се могу свести на следеће:
- синтеза протеина у митохондријама јесте слична оној у прокариотама, али не и потпуно иста; разлике су у неким кодонима генетичког кода;
- неки митохондријални гени садрже интроне по чему су слични генима у једарној ДНК, а разликују се од прокариотских гена;
- митохондрије и пластиди синтетишу само око 10% протеина за сопствене потребе, док све остале узимају из цитоплазме ћелије;
- порекло осталих ћелијских структура, попут Голџијевог апарата и једарне мембране, се не може објаснити овом теоријом; они су вероватно постали од пролиферисане ћелијске мембране;
- сличност митохондрија и пластида са прокариотама може се објаснити тиме што еукариоти, према опште прихваћеном мишљењу, воде порекло од прокариота.

## Традиционална теорија
Поред симбиотске теорије присутна је и традиционална теорија која објашњава порекло еукариота. Према овој теорији еукариоте воде порекло од цијанобактерија (Cyanobacteria) које су еволуирале акумулирајући мутације. Органеле, као што су митохондрије и хлоропласти, настале су у току те еволуције као посебне области унутар прокариотске ћелије које су се од остатка ћелије одвојиле мембранама. На тај начин су постале независне од цитоплазме. Касније у току еволуције су неки од ових првобитних организама изгубили способност фотосинтезе и пластиде.